# Rivalidades del Club Deportivo Guadalajara
El Club Deportivo Guadalajara a lo largo de su historia ha jugado una serie de partidos de alto grado de interés y apasionamiento para los aficionados; han sido varios los equipos que por distintas circunstancias han entablado una rivalidad deportiva con el Guadalajara.
En la época amateur surgió el que actualmente es el clásico más antiguo del fútbol mexicano, el Guadalajara contra Atlas, conocido como el «Clásico Tapatío», ya que históricamente, ambos son los clubes más importantes de la ciudad de Guadalajara. Este no fue el único derbi que surgió en el amateurismo, antes de Atlas el Guadalajara tuvo como gran rival al Club Liceo, equipo con el que estableció el llamado primer clásico tapatío. Tiempo después, en la década de 1920, surgieron otras rivalidades contra equipos de la misma ciudad, por citar algunas, contra Nacional y contra el Oro.
Con la profesionalización del fútbol mexicano surgieron nuevas rivalidades, a finales de la década de 1950 y durante la década de 1960 comenzó a germinar la rivalidad de lo que más tarde sería llamado el «Clásico del fútbol mexicano», Guadalajara contra América.
Otras rivalidades que han surgido con el tiempo, pero con menor repercusión, son las que se han desarrollado con clubes como Universidad Nacional y Cruz Azul, equipos con los que ha disputado duelos de interés, que han logrado levantar las expectativas y obtener la atención de los aficionados de ambos equipos.

## Club América
Con la profesionalización del fútbol mexicano surgieron los llamados nuevos clásicos. A finales de la década de los 1950s específicamente en 1959, Emilio Azcárraga Milmo heredero propietario de Telesistema Mexicano, la empresa que hoy es Televisa, adquiere al equipo América y a partir de ese momento se buscó hacer una promoción intensa para que el equipo se arraigara en la sociedad mexicana. 
Durante la década de los 1960s el Guadalajara atravesaba por su época de Campeonísimo, ganando casi todos los torneos que le tocaba disputar, por lo cual América buscó esta popularidad del equipo tapatío para crear una antagonia y hacer que el partido se considerara un clásico, utilizando la figura de personajes como Fernando Marcos para crear un cierto "Pique" entre instituciones. La bronca que se generó en el estadio Olímpico de Ciudad Universitaria, en 1965, cuando el defensa Guillermo "Tigre" Sepúlveda, tras ver ser expulsado, se quitó la playera rojiblanca y se la mostró a la banca americanistas diciéndole a los jugadores "cremas": "con esta tienen para sentir miedo...", fue el punto cumbre para que la rivalidad llegará a arraigarse.

## Atlas Fútbol Club
El Clásico Tapatío, es un derbi que se juega entre los dos equipos más antiguos e importantes de la ciudad de Guadalajara, el Club Deportivo Guadalajara y el Club de Fútbol Atlas. Es considerado el clásico más antiguo del fútbol mexicano ya que su inicio data al año de 1916, siendo un juego que se vive con gran apasionamiento por parte de los seguidores de uno y otro club.
El primer partido entre estos equipos se jugó el 15 de septiembre de 1916, exactamente un mes después de la fundación del Atlas, terminó empatado sin goles y fue suspendido por falta de garantías para continuar el juego.
El 6 de junio de 1943 se disputó el primer clásico en la era profesional, se dio en el torneo de la Copa México, terminando con un marcador de 3-1 a favor del Atlas; con goles de Fidencio "Toronjo" Casillas en dos ocasiones y Agustín "Chino" Medina por parte del Atlas, mientras que Manuel "Cosas" López anotó por el Guadalajara.
Fue hasta el 5 de diciembre de 1943 cuando se dio el primer partido en liga profesional de estos dos equipos, en esa ocasión Chivas se alzaría con el triunfo con un marcador de 7-3, con goles de Pablo González (3), Luis Reyes (2), Javier de la Torre y autogol del "Loco" Ornelas para el Guadalajara y José Alberto Valdivieso (2) y Agustín "Loco" Medina por Atlas, ese día los equipos alinearon de la siguiente manera:
- Guadalalajara: "Poeta" Pérez; "Pelón" Gutiérrez, "Chato" Hidalgo, Wintilio Lozano, Rafael "Rafles" Orozco, "Zarco" Vázquez, "Tilo" García, Max Prieto, Pablo "Pablotas" González, Luis Reyes y Manuel "Cosas" López.

- Atlas: "Ranchero" Torres; Ornelas, R. Ruvalcaba, Aldrete, Silva, J. Ruvalcaba, Acosta, Alberto Valdivieso, Medina, Casillas y Lupe Velázquez.

## Club Deportivo Nacional
Por un tiempo los duelos entre el Guadalajara y el Nacional fueron considerados los más relevantes en el fútbol tapatío, alcanzando un alto nivel de popularidad durante la época amateur de la Liga de Occidente, especialmente en la década de los 1920s. Este clásico fue escenario de grandes duelos entre jugadores surgidos de dos de las mejores canteras Jaliscienses de la primera mitad del Siglo XX.
Ambos equipos fueron fuente de jugadores que nutrieron las selecciones Tapatías y de Jalisco durante varios años, se caracterizaron por usar únicamente jugadores surgidos de sus fuerzas inferiores, aunque con la profesionalización del fútbol mexicano, el Nacional renunció a esta tradición. 
Su auge floreció debido a la popularidad de estos equipos entre la clase obrera y la clase media baja, y su intensa historia quedaría sepultada por el descenso de los albiverdes a mediados de los 1960s.
La primera ocasión que se enfrentaron rojos y verdes en la primera fuerza de la Liga de Occidente, fue en la cuarta fecha de la temporada 1922-23, el domingo 14 de enero de 1923 en el Campo Atlas de El Paradero.
El inmueble rojinegro fue insuficiente, por lo cual hubo invasión del público al terreno de juego, a lo que el señor árbitro Fedérico Collignon respondió retrasando el juego por más de un cuarto de hora. Las alineaciones fueron las siguientes:
- Nacional: Alfonso Ávila, Lorenzo "La Yegua" Camarena, Rafael Fierro, Manuel Benavides, Juan Valencia, Simón García, Teófilo Zúliga, Miguel Alatorre, Juan Vázquez, Daniel Gómez y Alfonso Carranza.
- Guadalajara: Juan Rodríguez, Ángel Bolumar, Daniel Huerta, J. Jesús Arias, J. Jesús Aceves, Juan Billón, Anastasio Prieto, Gerónimo Prieto, Antonio Villalvazo, Ignacio de la Peña e Higinio Huerta.

Los rojiblancos ganaron ese encuentro por marcador de tres goles a uno. Por el Guadalajara anotaron "El Perico" Huerta, "Nacho" de la Peña y "Tacho" Prieto, mientras que por el Nacional marcó "Juanito" Vázquez.
Desde 1924 el Guadalajara y el Nacional dominaron el fútbol jalisciense, siempre uno de los dos ocupaba alguna de las dos primeras posiciones de tabla, hasta que llegó la profesionalización del fútbol. Cuando el Nacional fue relegado, se unió al CISMA de Jalisco, por su parte el Guadalajara junto con Atlas se unirían a la nueva Liga Mayor.
Tiempo después, en 1951 el Nacional logra ingresar a la segunda división, logrando el ascenso a primera al coronarse campeón de la temporada 1960-61. Permaneció hasta 1965 en el máximo circuito, y actualmente el equipo juega en la tercera división, por lo que la historia de estos clásicos únicamente se puede seguir escribiendo en partidos de las fuerzas básicas.